# Ecuador en los Juegos Olímpicos de Atlanta 1996
Ecuador estuvo representado en los Juegos Olímpicos de Atlanta 1996 por un total de 19 deportistas, 17 hombres y 2 mujeres, que compitieron en siete deportes.
El portador de la bandera en la ceremonia de apertura fue el nadador Felipe Delgado.

## Medallistas
El equipo olímpico ecuatoriano obtuvo las siguientes medallas:
| Nombre          | Deporte   | Competición    |
| --------------- | --------- | -------------- |
| Oro             |           |                |
| Jefferson Pérez | Atletismo | 20 km marcha M |
| Plata           |           |                |
| —               |           |                |
| Bronce          |           |                |
| —               |           |                |